# بي أل يو-97
بي أل يو-97\بي كومبيند إفيكتس بومب هي ذخيرة صغيرة تستخدم في العديد من أنظمة القنابل العنقودية، خاصة CBU-87 ونسختها الموجهة بدقة CBU-103. عند نشرها، تنفصل هذه القنابل الصغيرة عن الحمولة الرئيسية وتنزل بشكل مستقل نحو الأرض. وهي مجهزة بكيس قابل للنفخ فوقها، حيث تتباطأ وتنتشر فوق المنطقة المستهدفة. بمجرد أن تصل القنابل الصغيرة إلى قوة 6 جيجا، فإنها تقوم بتسليح نفسها. تدور هذه القنابل الصغيرة أثناء سقوطها. يستغرق التسليح حوالي 2.6 ثانية. تمتلك القنبلة شحنة مجمعة وشظايا وتأثير حارق على الهدف وهي فعالة للغاية ضد الأفراد، والعتاد، والدروع.

## الأسلحة
تستخدم القنبلة الصغيرة في عده أسلحة، منها:
- بي جي إم-109دي توماهوك
- أي جي أم-154
- أي جي أم-137
- سي بي يو-87